# Challant (famiglia)
Gli Challant (pron. fr. AFI: [ʃalɑ̃]) furono una famiglia nobiliare valdostana, apparsa nel XII secolo e che godette di un grande potere durante il Medioevo e il Rinascimento, periodo durante il quale hanno governato gran parte della Valle d'Aosta per conto dei Savoia.

## Storia

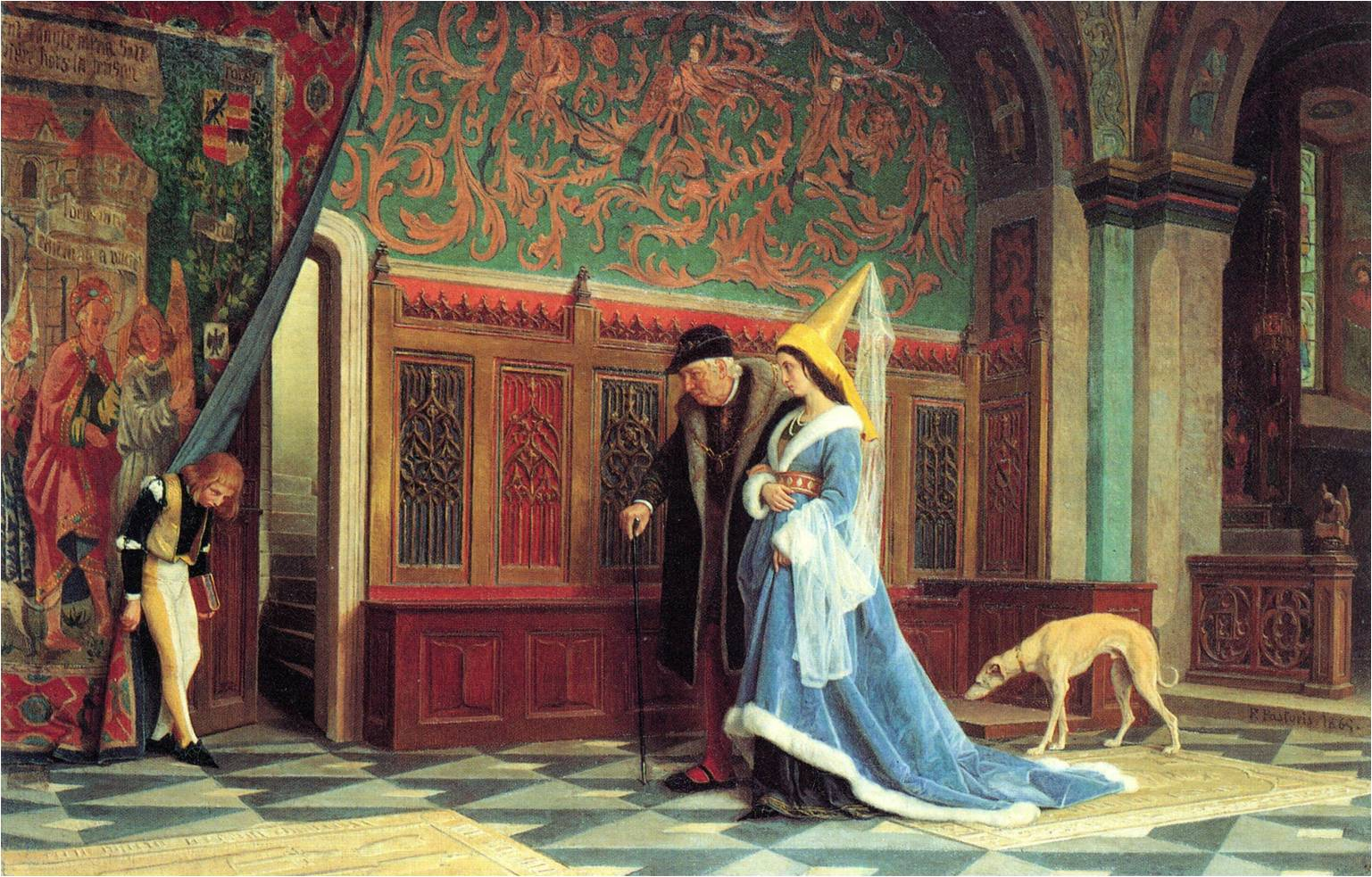
I signori di Challant (sec.XV), olio su tela di Federigo Pastoris, del 1865.

Secondo quando riportato negli archivi di Torino, la famiglia Challant apparve per la prima volta a partire dall'XI secolo ad Aosta dove ottenne da Umberto Biancamano, fondatore della casa di Savoia, il governo del comitatus augustano (contea di Aosta) per suo conto, concedendo alla famiglia quindi il titolo di visconte di Aosta.
Il nome Challant viene però usato per la prima volta da Bosone II, nipote di Bosone I, dopo avere ricevuto dai Savoia il castello di Villa e la Signoria di Challant, nell'odierna Val d'Ayas.
Si considera generalmente capostipite della famiglia Bosone I, citato in un documento del 1100 come Visconte di Aosta, titolo come abbiamo visto riservato all'amministratore della Contea di Aosta per conto dei Savoia.
Nel corso della storia i membri della famiglia Challant hanno dato origine a diversi rami cadetti (Challant-Aymavilles, Challant-Châtillon, Challant-Cly, Challant-Ussel e Saint-Marcel, Challant-Fénis, Challant-Varey in Francia) e hanno occupato in Valle d'Aosta diverse cariche di rilievo sia temporali che spirituali. Nel corso dei secoli, la famiglia ottenne delle riconferme del proprio potere sotto i domini di Tommaso I e Amedeo IV, raggiungendo il picco del potere attorno agli ultimi anni del Duecento.
Ebalo I di Challant, pur rimanendo fedele ai Savoia, rinunciò ufficialmente alla reggenza della viscontea di Aosta e questa tornò ai Savoia in cambio delle terre di Montjovet che gli Challant ottennero quindi in feudo e che trasmisero nei secoli alla propria famiglia.
La famiglia si estinse nel 1804 con la morte di Filippo Maurizio (n.1724), ultimo discendente maschio di Casa Challant. Nel 1802, infatti, era morto a soli 7 anni Giulio Giacinto, pronipote di Filippo Maurizio, sepolto nella cappella dell’antica chiesa di Châtillon. Nel 1837 morì Teresa, ultima donna della famiglia, e con lei finì ufficialmente la dinastia degli Challant.
Il motto degli Challant, come riportato nel castello di Issogne, è Tout est monde et le monde n'est rien, ovvero "tutto è il mondo e il mondo non è niente", a significare l'effimero senso della vita. Una versione semplificata è Tout est et n'est rien.

## Visconti di Aosta
I membri della famiglia che ebbero il titolo di Visconti di Aosta furono:
- Bosone I: considerato il capostipite della famiglia, citato in un documento del 1100
- Aimone I: figlio di Bosone I
- Bosone II (?-1181), figlio di Aimone I, è il primo ad utilizzare l'appellativo Challant dopo essere stato investito della Signoria di Challant
- Bosone III (?-1239), figlio di Bosone II, co-visconte d'Aosta con
  - Aimone II, co-visconte d'Aosta, curato di San Lorenzo di Chambave (prima del 1204)
- Gotofredo I, figlio di Bosone III, divenne co-visconte di Aosta alla morte del padre insieme ai fratelli. In un documento del 1242 è citato tra i suoi beni anche il feudo di Fénis (Castrum Fenitii). Fu investito dall'abate di Saint-Maurice d'Agaune del feudo di Graines, che comprendeva Ayas, Brusson, parte di Gressoney e il castello di Graines con
  - Aimone III, figlio di Bosone III, con
  - Bosone IV, figlio di Bosone III, ricevette dai Savoia il feudo di Cly, dando vita al ramo degli Challant-Cly
- Aimone III, succeduto come unico visconte al fratello Gotofredo I dopo la sua morte e la morte di Bosone IV
- Ebalo I (Ebalo Magno) (?-1323): figlio di Gotofredo I, ricevette per matrimonio i feudi di Montjovet, Chenal e Saint-Vincent. Rinunciò alla viscontea di Aosta, che tornò così ai Savoia, in cambio delle restanti terre del feudo di Montjovet.
  - Gotofredo II (?-1305), visconte ereditario, figlio del precedente, rinunciò col padre ai diritti sulla vice contea d'Aosta

## Signori di Cly
I membri della famiglia che ebbero il titolo di Signori di Cly furono:
- Bosone IV di Challant: figlio di Bosone III, Visconte di Aosta e Signore di Cly e di Châtillon
- Gotofredo di Challant Cly: figlio di Bosone IV, ereditò dal padre il feudo di Châtillon, dando origine al ramo cadetto dei Signori di Châtillon
- Bonifacio di Challant Cly: figlio di Bosone IV, ereditò dal padre il feudo di Cly, che comprendeva Chambave, Diémoz, Verrayes, Saint-Denis, Torgnon e la Valtournenche.
- Pietro di Challant Cly: figlio di Bonifacio, gli succedette nel 1337. Fu un uomo collerico e prepotente che tiranneggiava i propri sudditi e osteggiò il Conte Verde Amedeo VI di Savoia, il quale alla fine lo privò del titolo e confiscò i suoi beni

## Signori di Ussel
I membri della famiglia che ebbero il titolo di Signori di Ussel furono:
- Ebalo II di Challant: nipote di Ebalo Magno e figlio del suo primogenito Gotofredo, spartì con il fratello Aimone i feudi di Ussel, Fénis e Saint-Marcel, ottenendo Ussel e Saint-Marcel. Fece costruire il castello di Ussel
- Pietro, Guglielmo, Giovanni, Giacomino di Challant: figli di Ebalo II, si spartirono il feudo alla morte del padre intorno al 1359
- Francesco di Challant: figlio di Pietro, fu riconosciuto colpevole dell'omicidio del fratello Nicolao (i cui due figli erano entrambi morti giovani durante un viaggio a Napoli) e privato del feudo nel 1470. Fu l'ultimo signore di Ussel della casa Challant

## Signori di Fénis
I membri della famiglia che ebbero il titolo di Signori di Fénis furono:
- Aimone di Challant (1305 circa-1387 circa): nipote di Ebalo Magno figlio del suo primogenito Gotofredo, spartì con il fratello Ebalo di feudi di Ussel, Fénis e Saint-Marcel, ottenendo per sé Fénis, di cui ingrandì e ristrutturò il castello. Ricevette nel 1357 dai Savoia il feudo di Aymavilles. Un figlio, Guillaume, fu vescovo di Losanna e un altro, Antonio, fu cardinale.
- Bonifacio I di Challant (?-1426): figlio di Aimone, proseguì le campagne edilizie nel castello di Fénis, facendo realizzare la grande scalinata nel cortile, la cappella e commissionando a Giacomo Jaqueiro la maggior parte degli affreschi del castello. In gioventù partecipò a diverse imprese belliche per i Conti di Savoia. Ricevette in dote dalla moglie Francesca di Roussillon i feudi di Varey, Usson, Retourtour e Montbreton, che passò in eredità al figlio Amedeo
- Bonifacio II di Challant: figlio di Bonifacio I, ricevette dal padre i feudi di Fénis e Montbreton
- Luigi, Amedeo (figli di Bonifacio) e Umberto (nipote di Bonifacio) di Challant: ricevettero da Bonifacio i feudi di Fénis e Montbreton nel 1466, prima della propria morte. Alla morte dei due zii Umberto ricevette anche le loro parti dei feudi, diventandone l'unico signore.
- Carlo di Challant: figlio di Umberto, venne investito del titolo di Barone di Fénis, che passerà ai suoi discendenti
- Francesco di Challant: figlio di Carlo, 2º Barone di Fénis
- Giovanni Prospero di Challant: figlio di Francesco, 3º Barone di Fénis
- Claudio Leonardo di Challant: figlio di Giovanni Prospero, 4º Barone di Fénis
- Antonio Gaspare Felice di Challant: figlio di Claudio Leonardo, 5º Barone di Fénis, muore senza eredi maschi nel 1705
- Giorgio Francesco di Challant: appartenente al ramo cadetto degli Challant-Chatillon, nel 1716 per fare fronte ai debiti, vendette il castello e il feudo di Fénis alla famiglia Saluzzo di Paesana, che lo conservò fino alla fine del Settecento quando furono aboliti i diritti signorili [3] .

## Signori di Varey
Membri della famiglia che ebbero il titolo di Signori di Varey e altri esponenti importanti del ramo furono:
- Amedeo di Challant-Varey: figlio di Bonifacio I di Fénis, ricevette i feudi di Varey, Usson e Retortour in Savoia, dove si trasferì dando origine a quel ramo della famiglia Challant. Sposò nel 1429 Anne de La Palud
- Bonifacio di Challant-Varey (? - 1484): figlio di Amedeo, ricevette dal padre il feudo di Varey
- Giorgio di Challant-Varey (1440 - 30 dicembre 1509): figlio di Amedeo, intraprese la carriera ecclesiastica occupando prestigiose cariche in Francia e in Valle d'Aosta. Fu canonico della Collegiata di Sant'Orso e contribuì alla costruzione del Castello di Issogne
- Giacomo di Challant-Varey: figlio di Amedeo, ricevette dal padre i feudi di Usson e Retortour e alla morte del fratello Bonifacio nel 1484 divenne signore anche di Varey.
- Pietro di Challant-Varey (? - 1536 circa): figlio di Giacomo, signore di Varey, Usson e Retortour
- Stefano Filiberto di Challant-Varey (? - 1560): figlio di Pietro, signore di Varey, Usson e Retortour. Morì senza figli nel 1560 e alla sua morte si estinse il ramo degli Challant-Varey.

## Baroni di Châtillon
I membri della famiglia che ebbero il titolo di Baroni di Châtillon furono:
- Giorgio di Challant-Châtillon (? - 1595): figlio di Carlo barone di Fénis, ricevette in eredità dal padre il feudo di Châtillon
- Paolo Emanuele di Challant-Châtillon (? - 1641): figlio di Giorgio. Suo figlio Francesco Gerolamo divenne 11º conte di Challant

## Signori di Verrès e Graines
I membri della famiglia che ebbero il titolo di Signori di Verrès e Graines furono:
- Giovanni di Challant: figlio di Ebalo I, insieme ai fratelli Bonifacio e Giacometto riscattò la castellania di Villa Challant, in Val d'Ayas, in precedenze venduta ai Savoia, e fu signore di Montjovet, Saint-Vincent e Graines
- Ibleto di Challant (?-1409): figlio di Giovanni, fu Governatore e Capitano Generale del Piemonte ed occupò diversi altri incarichi militari al servizio dei Conti di Savoia. Ricevette dai Savoia i feudi di Verrès e Issogne, dei quali ristrutturò i due castelli.
- Francesco di Challant: figlio di Ibleto, fu nominato dai Savoia Conte di Challant, divenendo il primo Conte della casata
- Caterina di Challant: figlia di Francesco, che morì senza eredi maschi, ricevette in eredità insieme alla sorella Margherita i feudi di Challant, Issogne, Graines e Verrès, che cercò di difendere dai parenti maschi della famiglia. Alla fine nel 1456 dovette cedere tutti i beni al cugino Giacomo di Challant-Aymavilles

## Signori di Aymavilles e Conti di Challant

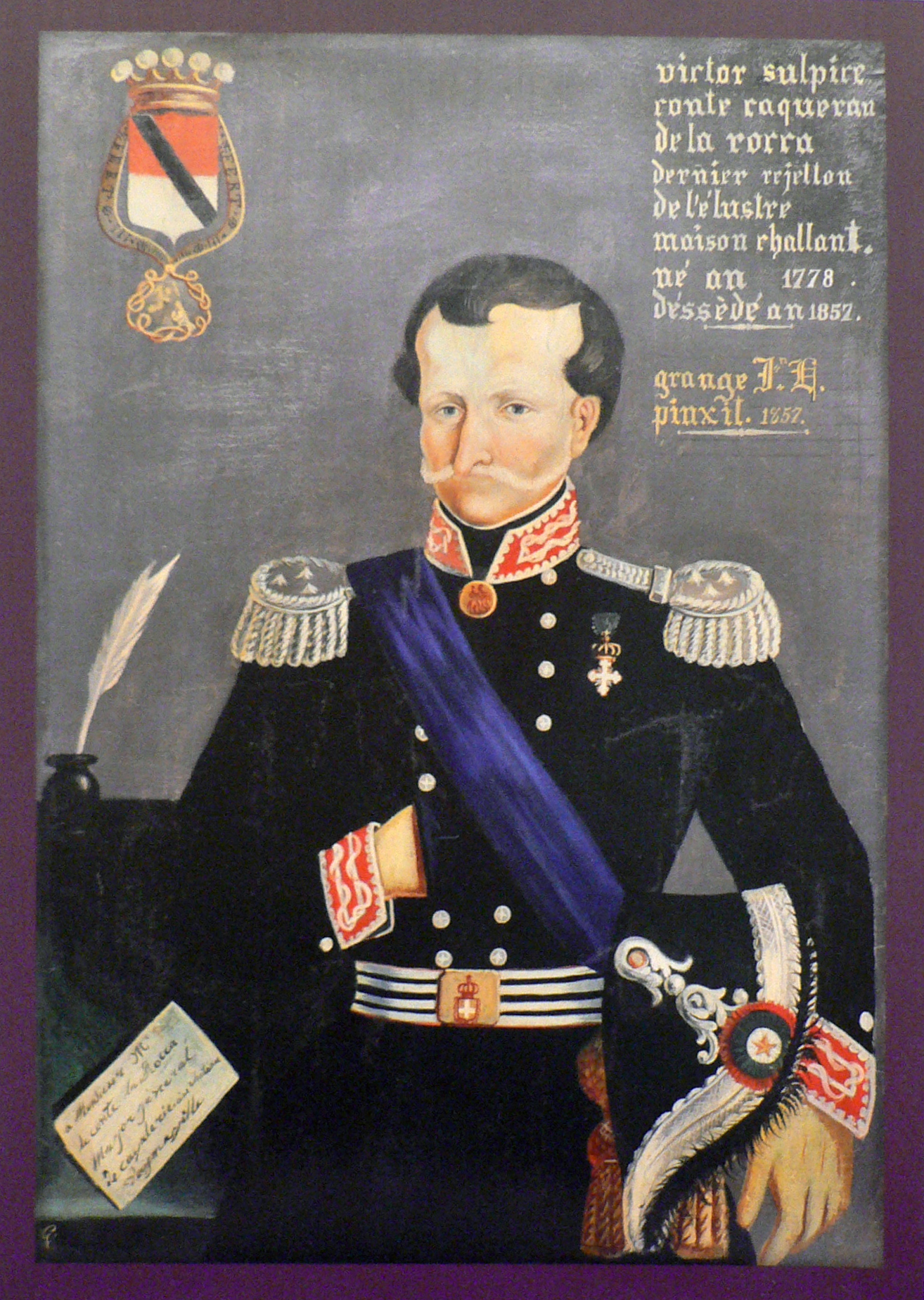
Ritratto di Vittorio Cacherano Osasco della Rocca-Challant, ultimo discendente della famiglia Challant ad abitare il castello di Aymavilles

I membri della famiglia che ebbero il titolo di Signori di Aymavilles e Conti di Challant furono:
- Amedeo di Challant-Aymavilles (?-1423): figlio di Aimone di Fénis, ricevette dal padre il feudo di Aymavilles, mentre al fratello Bonifacio restò quello Fénis
- Giacomo di Challant-Aymavilles (?-1459): figlio di Amedeo e signore di Aymavilles, combatté contro la cugina Caterina di Challant per ottenere i feudi di Challant, Issogne, Graines e Verrès lasciatele dal padre Francesco. Entrò in possesso dei feudi nel 1456 e venne nominato 2º Conte di Challant
- Luigi di Challant (1454-1487): figlio di Giacomo, 3º Conte di Challant
- Filiberto di Challant (?-1517): figlio di Luigi, 4º conte di Challant
- Renato di Challant (1503-1565): figlio di Filiberto, 5º conte di Challant
- Isabella di Challant: figlia di Renato, che morì senza eredi maschi, sposò Giovanni Federico Madruzzo che divenne così il 6º conte di Challant
- Emanuele Renato Madruzzo-Challant: figlio di Isabella di Challant e Giovanni Federico Madruzzo, 7º Conte di Challant
- Carlo Emanuele Madruzzo-Challant: figlio di Emanuale Renato, 8º Conte di Challant
- Enrico Lenoncourt: discendente da uno degli altri figli di Isabella e Giovanni Federico Madruzzo, 9º Conte di Challant
- Carlo Maria Giuseppe Lenoncourt: figlio di Enrico, 10º Conte di Challant. Alla sua morte il titolo passò ad un altro ramo cadetto della famiglia Challant
- Francesco Gerolamo di Challant-Châtillon (?-1702): barone di Châtillon, discendente da Carlo Barone di Fénis, 11º Conte di Challant
- Giorgio Francesco di Challant-Châtillon (?-1729): figlio di Francesco Gerolamo, 12º Conte di Challant
- Carlo Francesco Ottavio di Challant-Châtillon (1711-1770): figlio di Giorgio Francesco, 13º Conte di Challant
- Francesco Maurizio Gregorio di Challant-Châtillon (1749-1796): figlio di Carlo Francesco Ottavio, 14º Conte di Challant
- Giulio Giacinto di Challant-Châtillon (1795-1802): figlio di Francesco Maurizio Gregorio, morì a soli sette anni nel 1802. Fu l'ultimo Conte di Challant.

Nel 1837 morì Teresa, ultima donna della famiglia, e con lei finì la dinastia degli Challant.